# Eleições legislativas de 2011 em Vila Franca de Xira

## Resultados Oficiais
| Partido                 | Partido                               | Votos   | %               | +/-   |
| ----------------------- | ------------------------------------- | ------- | --------------- | ----- |
|                         | Partido Socialista                    | 20 321  | 30,35 / 100,00  | 7,69  |
|                         | Partido Social Democrata              | 16 543  | 24,71 / 100,00  | 8,39  |
|                         | Coligação Democrática Unitária        | 11 255  | 16,81 / 100,00  | 0,66  |
|                         | CDS – Partido Popular                 | 7 604   | 11,36 / 100,00  | 2,77  |
|                         | Bloco de Esquerda                     | 4 529   | 6,76 / 100,00   | 6,18  |
|                         | PCTP/MRPP                             | 1 072   | 1,60 / 100,00   | 0,53  |
|                         | Partido pelos Animais e pela Natureza | 889     | 1,33 / 100,00   | Novo  |
|                         | Outros                                | 1 878   | 2,81 / 100,00   |       |
| Votos Inválidos         | Votos Inválidos                       | 2 864   | 4,28 / 100,00   | 0,95  |
| Total                   | Total                                 | 66 955  | 100,00 / 100,00 |       |
| Eleitorado/Participação | Eleitorado/Participação               | 107 655 | 62,19 / 100,00  | 0,91  |
| Fonte                   | Fonte                                 | [ 1 ]   | [ 1 ]           | [ 1 ] |

## Resultados por Freguesia
Os resultados seguintes referem-se aos partidos que obtiveram mais de 1,00% dos votos:
| Freguesia               | %     | %     | %     | %     | %    | %    | %    | Votantes |
| Freguesia               | PS    | PSD   | CDU   | CDS   | BE   | PCTP | PAN  | Votantes |
| ----------------------- | ----- | ----- | ----- | ----- | ---- | ---- | ---- | -------- |
| Alhandra                | 31,43 | 19,95 | 25,36 | 8,10  | 6,30 | 2,15 | 1,20 | 3 494    |
| Alverca do Ribatejo     | 31,61 | 24,00 | 16,72 | 10,71 | 6,69 | 1,47 | 1,40 | 15 103   |
| Cachoeiras              | 29,49 | 22,75 | 22,19 | 11,24 | 3,93 | 1,12 | 2,25 | 356      |
| Calhandriz              | 32,66 | 23,39 | 20,77 | 5,04  | 8,27 | 1,61 | 1,01 | 496      |
| Castanheira do Ribatejo | 31,63 | 23,25 | 18,41 | 9,61  | 6,85 | 1,92 | 1,45 | 3 591    |
| Forte da Casa           | 31,69 | 27,26 | 11,39 | 12,05 | 6,40 | 1,49 | 1,79 | 5 753    |
| Póvoa de Santa Iria     | 29,18 | 26,39 | 13,66 | 13,61 | 7,07 | 1,47 | 1,40 | 14 330   |
| São João dos Montes     | 29,47 | 22,55 | 20,17 | 10,64 | 6,60 | 1,73 | 1,48 | 2 772    |
| Sobralinho              | 34,22 | 19,04 | 20,66 | 9,07  | 6,89 | 1,66 | 0,93 | 2 469    |
| Vialonga                | 29,28 | 21,94 | 20,25 | 11,68 | 6,93 | 1,67 | 1,32 | 9 116    |
| Vila Franca de Xira     | 28,60 | 28,97 | 15,56 | 11,25 | 6,66 | 1,66 | 0,89 | 9 475    |
| Vila Franca de Xira     | 30,35 | 24,71 | 16,81 | 11,36 | 6,76 | 1,60 | 1,33 | 66 955   |

#### Alhandra
| Partido                 | Partido                               | Votos | %               | +/-  |
| ----------------------- | ------------------------------------- | ----- | --------------- | ---- |
|                         | Partido Socialista                    | 1 098 | 31,43 / 100,00  | 4,99 |
|                         | Coligação Democrática Unitária        | 886   | 25,36 / 100,00  | 1,08 |
|                         | Partido Social Democrata              | 697   | 19,95 / 100,00  | 7,23 |
|                         | CDS – Partido Popular                 | 283   | 8,10 / 100,00   | 2,40 |
|                         | Bloco de Esquerda                     | 220   | 6,30 / 100,00   | 6,55 |
|                         | PCTP/MRPP                             | 75    | 2,15 / 100,00   | 1,17 |
|                         | Partido pelos Animais e pela Natureza | 42    | 1,20 / 100,00   | Novo |
|                         | Outros                                | 78    | 2,24 / 100,00   |      |
| Votos Inválidos         | Votos Inválidos                       | 115   | 3,29 / 100,00   | 0,39 |
| Total                   | Total                                 | 3 494 | 100,00 / 100,00 |      |
| Eleitorado/Participação | Eleitorado/Participação               | 5 600 | 62,39 / 100,00  | 1,74 |

#### Alverca do Ribatejo
| Partido                 | Partido                               | Votos  | %               | +/-  |
| ----------------------- | ------------------------------------- | ------ | --------------- | ---- |
|                         | Partido Socialista                    | 4 774  | 31,61 / 100,00  | 8,48 |
|                         | Partido Social Democrata              | 3 624  | 24,00 / 100,00  | 8,70 |
|                         | Coligação Democrática Unitária        | 2 525  | 16,72 / 100,00  | 0,66 |
|                         | CDS – Partido Popular                 | 1 618  | 10,71 / 100,00  | 2,92 |
|                         | Bloco de Esquerda                     | 1 011  | 6,69 / 100,00   | 6,26 |
|                         | PCTP/MRPP                             | 222    | 1,47 / 100,00   | 0,40 |
|                         | Partido pelos Animais e pela Natureza | 211    | 1,40 / 100,00   | Novo |
|                         | Outros                                | 404    | 2,68 / 100,00   |      |
| Votos Inválidos         | Votos Inválidos                       | 714    | 4,73 / 100,00   | 1,40 |
| Total                   | Total                                 | 15 103 | 100,00 / 100,00 |      |
| Eleitorado/Participação | Eleitorado/Participação               | 23 872 | 63,27 / 100,00  | 1,23 |

#### Cachoeiras
| Partido                 | Partido                               | Votos | %               | +/-   |
| ----------------------- | ------------------------------------- | ----- | --------------- | ----- |
|                         | Partido Socialista                    | 105   | 29,49 / 100,00  | 11,13 |
|                         | Partido Social Democrata              | 81    | 22,75 / 100,00  | 10,15 |
|                         | Coligação Democrática Unitária        | 79    | 22,19 / 100,00  | 0,08  |
|                         | CDS – Partido Popular                 | 40    | 11,24 / 100,00  | 3,01  |
|                         | Bloco de Esquerda                     | 14    | 3,93 / 100,00   | 6,87  |
|                         | Partido pelos Animais e pela Natureza | 8     | 2,25 / 100,00   | Novo  |
|                         | PCTP/MRPP                             | 4     | 1,12 / 100,00   | 0,86  |
|                         | Outros                                | 8     | 2,25 / 100,00   |       |
| Votos Inválidos         | Votos Inválidos                       | 17    | 4,78 / 100,00   | 1,69  |
| Total                   | Total                                 | 356   | 100,00 / 100,00 |       |
| Eleitorado/Participação | Eleitorado/Participação               | 583   | 61,06 / 100,00  | 5,32  |

#### Calhandriz
| Partido                 | Partido                               | Votos | %               | +/-  |
| ----------------------- | ------------------------------------- | ----- | --------------- | ---- |
|                         | Partido Socialista                    | 162   | 32,66 / 100,00  | 8,55 |
|                         | Partido Social Democrata              | 116   | 23,39 / 100,00  | 7,32 |
|                         | Coligação Democrática Unitária        | 103   | 20,77 / 100,00  | 1,30 |
|                         | Bloco de Esquerda                     | 41    | 8,27 / 100,00   | 3,07 |
|                         | CDS – Partido Popular                 | 25    | 5,04 / 100,00   | 1,20 |
|                         | PCTP/MRPP                             | 8     | 1,61 / 100,00   | 1,04 |
|                         | Partido pelos Animais e pela Natureza | 5     | 1,01 / 100,00   | Novo |
|                         | Outros                                | 12    | 2,42 / 100,00   |      |
| Votos Inválidos         | Votos Inválidos                       | 24    | 4,84 / 100,00   | 2,19 |
| Total                   | Total                                 | 496   | 100,00 / 100,00 |      |
| Eleitorado/Participação | Eleitorado/Participação               | 767   | 64,67 / 100,00  | 3,15 |

#### Castanheira do Ribatejo
| Partido                 | Partido                               | Votos | %               | +/-  |
| ----------------------- | ------------------------------------- | ----- | --------------- | ---- |
|                         | Partido Socialista                    | 1 136 | 31,63 / 100,00  | 9,13 |
|                         | Partido Social Democrata              | 835   | 23,25 / 100,00  | 8,15 |
|                         | Coligação Democrática Unitária        | 661   | 18,41 / 100,00  | 0,92 |
|                         | CDS – Partido Popular                 | 345   | 9,61 / 100,00   | 2,88 |
|                         | Bloco de Esquerda                     | 246   | 6,85 / 100,00   | 5,06 |
|                         | PCTP/MRPP                             | 69    | 1,92 / 100,00   | 0,69 |
|                         | Partido pelos Animais e pela Natureza | 52    | 1,45 / 100,00   | Novo |
|                         | Outros                                | 101   | 2,81 / 100,00   |      |
| Votos Inválidos         | Votos Inválidos                       | 146   | 4,07 / 100,00   | 1,20 |
| Total                   | Total                                 | 3 591 | 100,00 / 100,00 |      |
| Eleitorado/Participação | Eleitorado/Participação               | 6 029 | 59,56 / 100,00  | 0,94 |

#### Forte da Casa
| Partido                 | Partido                               | Votos | %               | +/-  |
| ----------------------- | ------------------------------------- | ----- | --------------- | ---- |
|                         | Partido Socialista                    | 1 823 | 31,69 / 100,00  | 6,50 |
|                         | Partido Social Democrata              | 1 568 | 27,26 / 100,00  | 8,45 |
|                         | CDS – Partido Popular                 | 693   | 12,05 / 100,00  | 2,00 |
|                         | Coligação Democrática Unitária        | 655   | 11,39 / 100,00  | 1,05 |
|                         | Bloco de Esquerda                     | 368   | 6,40 / 100,00   | 6,58 |
|                         | Partido pelos Animais e pela Natureza | 103   | 1,79 / 100,00   | Novo |
|                         | PCTP/MRPP                             | 86    | 1,49 / 100,00   | 0,48 |
|                         | Outros                                | 204   | 3,54 / 100,00   |      |
| Votos Inválidos         | Votos Inválidos                       | 253   | 4,40 / 100,00   | 0,75 |
| Total                   | Total                                 | 5 753 | 100,00 / 100,00 |      |
| Eleitorado/Participação | Eleitorado/Participação               | 9 349 | 61,54 / 100,00  | 0,72 |

#### Póvoa de Santa Iria
| Partido                 | Partido                               | Votos  | %               | +/-  |
| ----------------------- | ------------------------------------- | ------ | --------------- | ---- |
|                         | Partido Socialista                    | 4 182  | 29,18 / 100,00  | 8,31 |
|                         | Partido Social Democrata              | 3 782  | 26,39 / 100,00  | 8,65 |
|                         | Coligação Democrática Unitária        | 1 957  | 13,66 / 100,00  | 0,39 |
|                         | CDS – Partido Popular                 | 1 950  | 13,61 / 100,00  | 3,04 |
|                         | Bloco de Esquerda                     | 1 013  | 7,07 / 100,00   | 6,20 |
|                         | PCTP/MRPP                             | 210    | 1,47 / 100,00   | 0,66 |
|                         | Partido pelos Animais e pela Natureza | 200    | 1,40 / 100,00   | Novo |
|                         | Outros                                | 416    | 2,90 / 100,00   |      |
| Votos Inválidos         | Votos Inválidos                       | 620    | 4,32 / 100,00   | 0,71 |
| Total                   | Total                                 | 14 330 | 100,00 / 100,00 |      |
| Eleitorado/Participação | Eleitorado/Participação               | 22 077 | 64,91 / 100,00  | 1,16 |

#### São João dos Montes
| Partido                 | Partido                               | Votos | %               | +/-  |
| ----------------------- | ------------------------------------- | ----- | --------------- | ---- |
|                         | Partido Socialista                    | 817   | 29,47 / 100,00  | 7,00 |
|                         | Partido Social Democrata              | 625   | 22,55 / 100,00  | 8,11 |
|                         | Coligação Democrática Unitária        | 559   | 20,17 / 100,00  | 1,74 |
|                         | CDS – Partido Popular                 | 295   | 10,64 / 100,00  | 3,75 |
|                         | Bloco de Esquerda                     | 183   | 6,60 / 100,00   | 6,07 |
|                         | PCTP/MRPP                             | 48    | 1,73 / 100,00   | 0,38 |
|                         | Partido pelos Animais e pela Natureza | 41    | 1,48 / 100,00   | Novo |
|                         | Outros                                | 76    | 2,73 / 100,00   |      |
| Votos Inválidos         | Votos Inválidos                       | 128   | 4,61 / 100,00   | 0,61 |
| Total                   | Total                                 | 2 772 | 100,00 / 100,00 |      |
| Eleitorado/Participação | Eleitorado/Participação               | 4 098 | 67,64 / 100,00  | 1,23 |

#### Sobralinho
| Partido                 | Partido                        | Votos | %               | +/-  |
| ----------------------- | ------------------------------ | ----- | --------------- | ---- |
|                         | Partido Socialista             | 845   | 34,22 / 100,00  | 8,49 |
|                         | Coligação Democrática Unitária | 510   | 20,66 / 100,00  | 0,46 |
|                         | Partido Social Democrata       | 470   | 19,04 / 100,00  | 8,24 |
|                         | CDS – Partido Popular          | 224   | 9,07 / 100,00   | 2,17 |
|                         | Bloco de Esquerda              | 170   | 6,89 / 100,00   | 5,07 |
|                         | PCTP/MRPP                      | 41    | 1,66 / 100,00   | 0,62 |
|                         | Outros                         | 107   | 4,35 / 100,00   |      |
| Votos Inválidos         | Votos Inválidos                | 102   | 4,13 / 100,00   | 0,51 |
| Total                   | Total                          | 2 469 | 100,00 / 100,00 |      |
| Eleitorado/Participação | Eleitorado/Participação        | 3 995 | 61,80 / 100,00  | 2,80 |

#### Vialonga
| Partido                 | Partido                               | Votos  | %               | +/-  |
| ----------------------- | ------------------------------------- | ------ | --------------- | ---- |
|                         | Partido Socialista                    | 2 669  | 29,28 / 100,00  | 6,64 |
|                         | Partido Social Democrata              | 2 000  | 21,94 / 100,00  | 7,64 |
|                         | Coligação Democrática Unitária        | 1 846  | 20,25 / 100,00  | 1,14 |
|                         | CDS – Partido Popular                 | 1 065  | 11,68 / 100,00  | 3,28 |
|                         | Bloco de Esquerda                     | 632    | 6,93 / 100,00   | 5,98 |
|                         | PCTP/MRPP                             | 152    | 1,67 / 100,00   | 0,02 |
|                         | Partido pelos Animais e pela Natureza | 120    | 1,32 / 100,00   | Novo |
|                         | Outros                                | 268    | 2,95 / 100,00   |      |
| Votos Inválidos         | Votos Inválidos                       | 364    | 4,00 / 100,00   | 0,98 |
| Total                   | Total                                 | 9 116  | 100,00 / 100,00 |      |
| Eleitorado/Participação | Eleitorado/Participação               | 15 348 | 59,40 / 100,00  | 0,22 |

#### Vila Franca de Xira
| Partido                 | Partido                        | Votos  | %               | +/-  |
| ----------------------- | ------------------------------ | ------ | --------------- | ---- |
|                         | Partido Social Democrata       | 2 745  | 28,97 / 100,00  | 8,86 |
|                         | Partido Socialista             | 2 710  | 28,60 / 100,00  | 7,37 |
|                         | Coligação Democrática Unitária | 1 474  | 15,56 / 100,00  | 0,18 |
|                         | CDS – Partido Popular          | 1 066  | 11,25 / 100,00  | 2,10 |
|                         | Bloco de Esquerda              | 631    | 6,66 / 100,00   | 6,72 |
|                         | PCTP/MRPP                      | 157    | 1,66 / 100,00   | 0,70 |
|                         | Outros                         | 311    | 3,29 / 100,00   |      |
| Votos Inválidos         | Votos Inválidos                | 381    | 4,02 / 100,00   | 0,91 |
| Total                   | Total                          | 9 475  | 100,00 / 100,00 |      |
| Eleitorado/Participação | Eleitorado/Participação        | 15 937 | 59,45 / 100,00  | 0,32 |